# Florina Ștefana
Florina Ștefana (* 29. März 1990 in Craiova als Florina Pierdevară) ist eine rumänische Leichtathletin, die sich auf den Mittelstreckenlauf spezialisiert hat.

## Sportliche Laufbahn
Erste internationale Erfahrungen sammelte Florina Ștefana im Jahr 2007, als sie bei den Jugendweltmeisterschaften in Ostrava im 800-Meter-Lauf mit 2:06,60 min im Halbfinale ausschied und anschließend beim Europäischen Olympischen Jugendfestival (EYOF) in Belgrad in 2:07,41 min die Goldmedaille gewann. Im Jahr darauf schied sie bei den Juniorenweltmeisterschaften in Bydgoszcz mit 2:09,55 min in der ersten Runde aus und 2009 scheiterte sie bei den Junioreneuropameisterschaften in Novi Sad mit 4:26,16 min in der Vorrunde über 1500 Meter. Im Jahr darauf schied sie bei den U23-Europameisterschaften in Ostrava im 1500-Meter-Lauf mit 4:21,30 min in der ersten Runde aus und 2013 gewann sie bei den Balkan-Hallenmeisterschaften in Istanbul in 4:19,68 min die Bronzemedaille. Anschließend nahm sie an der Sommer-Universiade im russischen Kasan teil und kam dort mit 4:21,85 min nicht über die erste Runde hinaus. Bei den IAAF World Relays 2014 auf den Bahamas belegte sie mit der 4-mal-800-Meter-Staffel in 8:23,12 min den sechsten Platz und wurde mit der 4-mal-1500-Meter-Staffel in 17:51,48 min Vierte. Ende Juli siegte sie dann bei den Balkan-Meisterschaften in Pitești in 4:24,95 min über 1500 Meter und schied kurz darauf bei den Europameisterschaften in Zürich über 800 Meter mit 2:03,99 min im Vorlauf aus. 2015 siegte sie bei den Balkan-Hallenmeisterschaften in Istanbul in 4:16,01 min über 1500 Meter sowie in 3:44,15 min auch mit der rumänischen 4-mal-400-Meter-Staffel, ehe sie bei den Halleneuropameisterschaften in Prag in 4:17,05 min den neunten Platz belegte. Im Sommer siegte sie bei den Balkan-Meisterschaften in Pitești in 2:03,14 min über 800 Meter und in 3:33,07 min auch mit der Staffel, während sie im 1500-Meter-Lauf in 4:18,69 min die Silbermedaille gewann. Anschließend schied sie bei den Weltmeisterschaften in Peking mit 4:13,76 min in der Vorrunde über 1500 Meter aus. Daraufhin gewann sie bei den Militärweltspielen im südkoreanischen Mungyeong in 4:14,94 min die Bronzemedaille über 1500 Meter hinter der Kenianerin Selah Busienei und Margherita Magnani aus Italien und wurde über 800 Meter in 2:00,91 min Vierte. Im Jahr 2016 gewann sie bei den Balkan-Hallenmeisterschaften in Istanbul in 2:05,40 min die Bronzemedaille über 800 Meter und bei den Freiluftmeisterschaften in Pitești siegte sie in 2:04,21 min über diese Distanz. Anschließend schied sie bei den Europameisterschaften in Amsterdam über 800 Meter mit 2:02,75 min im Halbfinale aus und kam auch über 1500 Meter mit 4:12,37 min nicht über die erste Runde hinaus. Über beide Distanzen startete sie daraufhin bei den Olympischen Spielen in Rio de Janeiro, scheiterte aber jeweils in der Vorrunde.
2017 gewann sie bei den Balkan-Hallenmeisterschaften in Belgrad in 4:19,17 min die Silbermedaille über 1500 Meter und siegte mit der Staffel in 3:44,86 min. Ende Juli belegte sie bei den Spielen der Frankophonie in 4:21,74 min den vierten Platz über 1500 Meter und erreichte im 800-Meter-Lauf in 2:05,48 min Rang acht. Im Jahr darauf siegte sie bei den Balkan-Hallenmeisterschaften in Istanbul in 2:05,83 min über 800 Meter und in 3:47,89 min auch mit der Staffel. Bei den Freiluftmeisterschaften in Stara Sagora gewann sie dann in 2:09,01 min und 4:22,94 min jeweils die Silbermedaille über 800 und 1500 Meter. 2019 gewann sie bei den Balkan-Hallenmeisterschaften in 2:08,20 min die Silbermedaille über 800 Meter und bei den Freiluftmeisterschaften in Prawez gewann sie in 4:19,75 min Silber über 1500 Meter. Daraufhin belegte sie bei den Militärweltspielen in Wuhan in 2:09,84 min den sechsten Platz über 800 Meter und wurde auch über 1500 Meter in 4:29,44 min Sechste. 2020 erreichte sie bei den Balkan-Hallenmeisterschaften in Istanbul in 4:27,82 min Rang vier und gewann mit der Staffel in 3:48,09 min die Bronzemedaille. Im Jahr darauf wurde sie dann bei den Balkan-Hallenmeisterschaften ebendort in 2:07,68 min ebenfalls Vierte, diesmal über 800 Meter. Ende Juni belegte sie bei den Balkan-Meisterschaften in Smederevo in 2:09,61 min den zehnten Platz über 800 Meter und erreichte in 3:47,01 min Rang sechs mit der 4-mal-400-Meter-Staffel.
In den Jahren von 2014 bis 2016 sowie 2019 wurde Ștefana rumänische Meisterin im 1500-Meter-Lauf im Freien sowie 2019 auch in der Halle. Zudem wurde sie 2015 und 2017 Hallenmeisterin über 800 Meter und siegte 2015, 2017 und 2018 in der 4-mal-400-Meter-Staffel im Freien und 2018 auch in der 4-mal-100-Meter-Staffel.

## Persönliche Bestleistungen
- 800 Meter: 2:00,91 min, 5. Oktober 2015 in Mungyeong
  - 800 Meter (Halle): 2:04,12 min, 15. Februar 2015 in Bukarest
- 1500 Meter: 4:07,95 min, 7. Juli 2015 in Lignano Sabbiadoro
  - 1500 Meter (Halle): 4:16,01 min, 21. Februar 2015 in Istanbul